# یونی ماکارنکو
یونی ماکارنکو (اوکراینی: Євгеній Олександрович Макаренко؛ زادهٔ ۲۱ مهٔ ۱۹۹۱) بازیکن فوتبال اهل اوکراین است.
از باشگاه‌هایی که در آن بازی کرده‌است می‌توان به باشگاه فوتبال دینامو کی‌یف، باشگاه فوتبال اوورلا اوژهورود، و باشگاه فوتبال کورتریک اشاره کرد.
وی همچنین در تیم‌های ملی فوتبال زیر ۲۱ سال اوکراین و اوکراین بازی کرده‌است.